# 克里姆涅 (沃洛季米列齊區)
51°30′53″N 25°52′42″E / 51.51472°N 25.87833°E
克里姆涅（烏克蘭語：Кримне），是烏克蘭西北部的村莊，隸屬里夫內州的瓦拉什區。該村面積7.21平方公里，海拔高度154米，2001年人口196，人口密度每平方公里27.2人。